# Хейзелтон (тауншип, округ Эйткин, Миннесота)
Хейзелтон (англ. Hazelton) — тауншип в округе Эйткин, Миннесота, США. На 2000 год его население составило 712 человек.

## География
По данным Бюро переписи населения США площадь тауншипа составляет 183,3 км², из которых 72,8 км² занимает суша, а 110,5 км² — вода (60,27 %).

## Демография
По данным переписи населения 2000 года здесь находились 712 человек, 345 домохозяйств и 233 семьи. Плотность населения —  9,8 чел./км². На территории тауншипа расположено 850 построек со средней плотностью 11,7 построек на один квадратный километр. Расовый состав населения: 96,21 % белых, 0,56 % афроамериканцев, 2,53 % коренных американцев, 0,14 % — других рас США и 0,56 % приходится на две или более других рас. Испанцы или латиноамериканцы любой расы составляли 0,14 % от популяции тауншипа.
Из 345 домохозяйств в 15,9 % воспитывались дети до 18 лет, в 59,1 % проживали супружеские пары, в 6,7 % проживали незамужние женщины и в 32,2 % домохозяйств проживали несемейные люди. 28,7 % домохозяйств состояли из одного человека, при том 15,9 % из — одиноких пожилых людей старше 65 лет. Средний размер домохозяйства — 2,06, а семьи — 2,44 человека.
13,9 % населения — младше 18 лет, 4,4 % — в возрасте от 18 до 24 лет, 18,0 % — от 25 до 44, 34,7 % — от 45 до 64, и 29,1 % — старше 65 лет. Средний возраст — 54 года. На каждые 100 женщин приходилось 116,4 мужчин. На каждые 100 женщин старше 18 приходилось 111,4 мужчин.
Средний годовой доход домохозяйства составлял 33 056 долларов, а средний годовой доход семьи —  35 577 долларов. Средний доход мужчин —  35 263  доллара, в то время как у женщин — 28 750. Доход на душу населения составил 20 731 доллар. За чертой бедности находились 6,3 % семей и 10,4 % всего населения тауншипа, из которых 19,8 % младше 18 и 4,0 % старше 65 лет.